# Nick Bjugstad
Nick Bjugstad (ur. 17 lipca 1992 w Minneapolis) – amerykański hokeista, reprezentant USA.
Jego wujek Scott (ur. 1961) także był hokeistą.

## Kariera klubowa
- Blaine High (2007-2010)
- Team Northeast (2010)
- UU.S. National U18 Team (2010)
- Univ. of Minnesota (2010-2013)
- Florida Panthers (2013-2019)
- Pittsburgh Penguins (2019-2020)
- Minnesota Wild (2020-2022)
- Arizona Coyotes (2022-2024)
- Utah Mammoth (2024-)

W latach 2010–2013 był zawodnikiem drużyny akademickiej University of Minnesota. W drafcie NHL z 2010 został wybrany przez Florida Panthers w pierwszej rundzie z numerem 19. W dniu 3 kwietnia 2013 podpisał z tym klubem kontrakt. W lidze NHL zadebiutował 6 kwietnia 2013, a do końca sezonu NHL (2012/2013) rozegrał 11 meczów. Od lutego 2019 był zawodnikiem Pittsburgh Penguins. We wrześniu 2020 przeszedł do Minnesota Wild. W lipcu 2022 przeszedł do Arizona Coyotes. Latem 2024 przeszedł do nowego zespołu w NHL, Utah Hockey Club.

## Kariera reprezentacyjna
Został reprezentantem USA. Występował w kadrze juniorskiej kraju na mistrzostwach świata do lat 20 (2011, 2012). W kadrze seniorskiej uczestniczył w turniejach mistrzostw świata w 2013, 2017.

## Sukcesy
Reprezentacyjne
- Brązowy medal mistrzostw świata juniorów do lat 20: 2011
- Brązowy medal mistrzostw świata: 2013

Indywidualne
- NCAA (CCHA) 2011/2012:
  - Pierwszy skład gwiazd
  - Drugi skład gwiazd Amerykanów NCAA (West)
- NCAA (WCHA) 2010/2011:
  - Skład gwiazd akademików
  - Trzeci skład gwiazd